# Fearne Ewart
Fearne Ewart (20 novembre 1936) è un'ex nuotatrice britannica.
Specializzata nello stile libero, ha partecipato ai Giochi di Melbourne 1956, gareggiando nei 100m sl e nella Staffetta 4x100m sl. 